# گیبسونویل (اوهایو)
گیبسونویل (به انگلیسی: Gibisonville) یک منطقهٔ مسکونی در ایالات متحده آمریکا است که در شهرستان هوکینگ، اوهایو واقع شده‌است. گیبسونویل ۳۳۵٫۸۹ متر بالاتر از سطح دریا واقع شده‌است.